# Võrumaa
Võru megye, (észtül: Võrumaa vagy Võru maakond) (võro nyelven Võro maakund) megye Észtország délkeleti részében. Közigazgatási székhelye Võru város, ahol a megye lakosainak csaknem fele él. Nevében az észt maakond, vagyis magyarul megye szóból ered a hosszabb megyenév, amely võro nyelven maakund.
Területe 2305 km², népessége (2008. január 1-jei becslés szerint) mintegy 40 ezer fő, Észtország teljes népességének mintegy 2,9 százaléka.

## Földrajza
Északról Põlva megye és a Pszkovi-tó, nyugatról Valga megye, délről Lettország, keletről Oroszország határolja.
A megyében található Észtország és egyben a három balti állam legmagasabb pontja, a 318 méter magas Suur Munamägi domb, valamint az ország legdélebbi pontja, a Naha farm közelében, Karisöödi faluban, Mõniste község területén.

### Éghajlata
A város éghajlata nedves kontinentális, meleg nyarakkal és hideg telekkel. 1992. augusztus 11-én itt mérték az országban valaha mért legmagasabb nappali hőmérsékletet, ami 35,6 °C volt. A tenger közelsége miatt a telek enyhébbek, míg a nyarak hűvösebbek, mint más hasonló szélességi körön fekvő területeken. A nedves légtömegek főleg nyugat felől, míg a hideg betörések északról, illetve keletről érik el a vidéket. Mivel a város az ország keleti felén fekszik, ezért ősztől kezdve, egészen tavaszig hidegebb az idő, mint a partvidéki területeken. Délies fekvésének köszönhetően, azonban nyáron magasabb hőmérséklet alakul ki ezen a vidéken, mint a tengerpartokon. a közeli Haanja-fennsíkon a hótakaró akár 135 napon keresztül is megmaradhat. A januári középhőmérséklet az ország középső és keleti részein -6 és -7 °C közt alakul. A legrövidebb nappal a téli napforduló idején Dél-Észtországban 6 óra 39 perc, míg a leghosszabb nappal a nyári napfordulókor 18 óra 10 perc.

## Gazdasága
Võru megye gazdaságának alappillérei főleg az erdészet és a fafeldolgozás, továbbá a bútoripar, az élelmiszeripar és a turizmus. A vállalatok 47% a gazdaság primer szektorához (mezőgazdaság, erdészet) tartozott a 2011-es népszámlálás összeírásai szerint, míg a vállalkozások 38 százaléka a tercier szektorban (kereskedelem, szolgáltatások) végezte tevékenységét. A megye legnagyobb vállalatai közé tartozik a fafeldolgozással foglalkozó AS Toftan, 
az AS Barrus, míg a bútorgyártást az AS Antsla Inno képviseli. A fémfeldolgozó cégek közt a legnagyobb az AS Rauameister. Az AS Võru Juust az élelmiszeriparban, míg a Danpower GmbH az energetikai iparban működik. A megye kedvező földrajzi fekvése (az oroszországi Pszkov mindössze 100, Riga pedig 220 kilométernyire fekszik) gazdaságára is jó hatással van. A megyét számos szállítmányozási útvonal érinti, többek között az egyik legfontosabb a Tallinn–Tartu–Pszkov között húzódó főútvonal. A megye délkeleti szegletét részét a Riga–Pszkov–Szentpétervár főútvonal.

## Községei

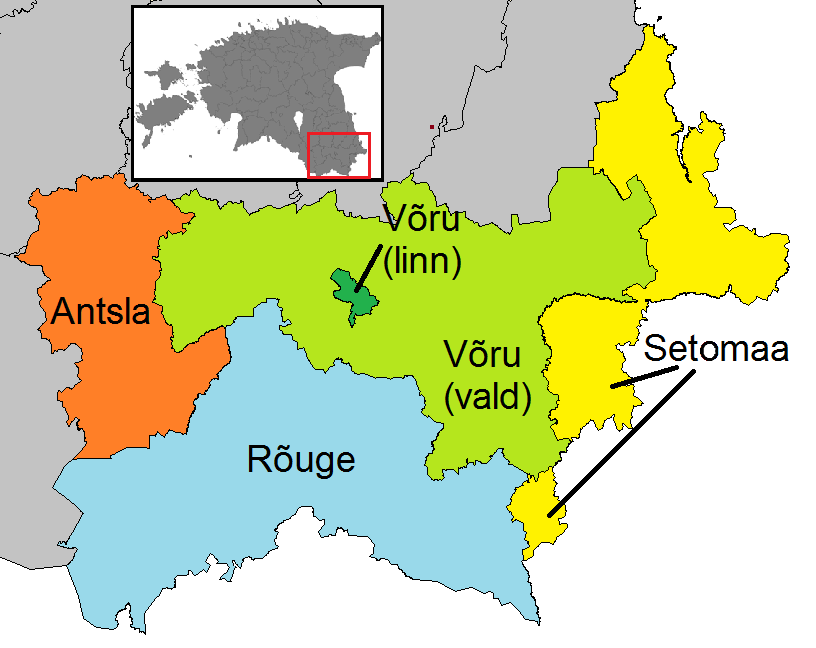
Võru megye községei

A 2017-es észtországi közigazgatási reform nyomán a megye öt, saját helyi önkormányzattal rendelkező községre oszlik:
- Võru város
- Antsla község
- Rõuge község
- Setomaa község
- Võru község

## Képek

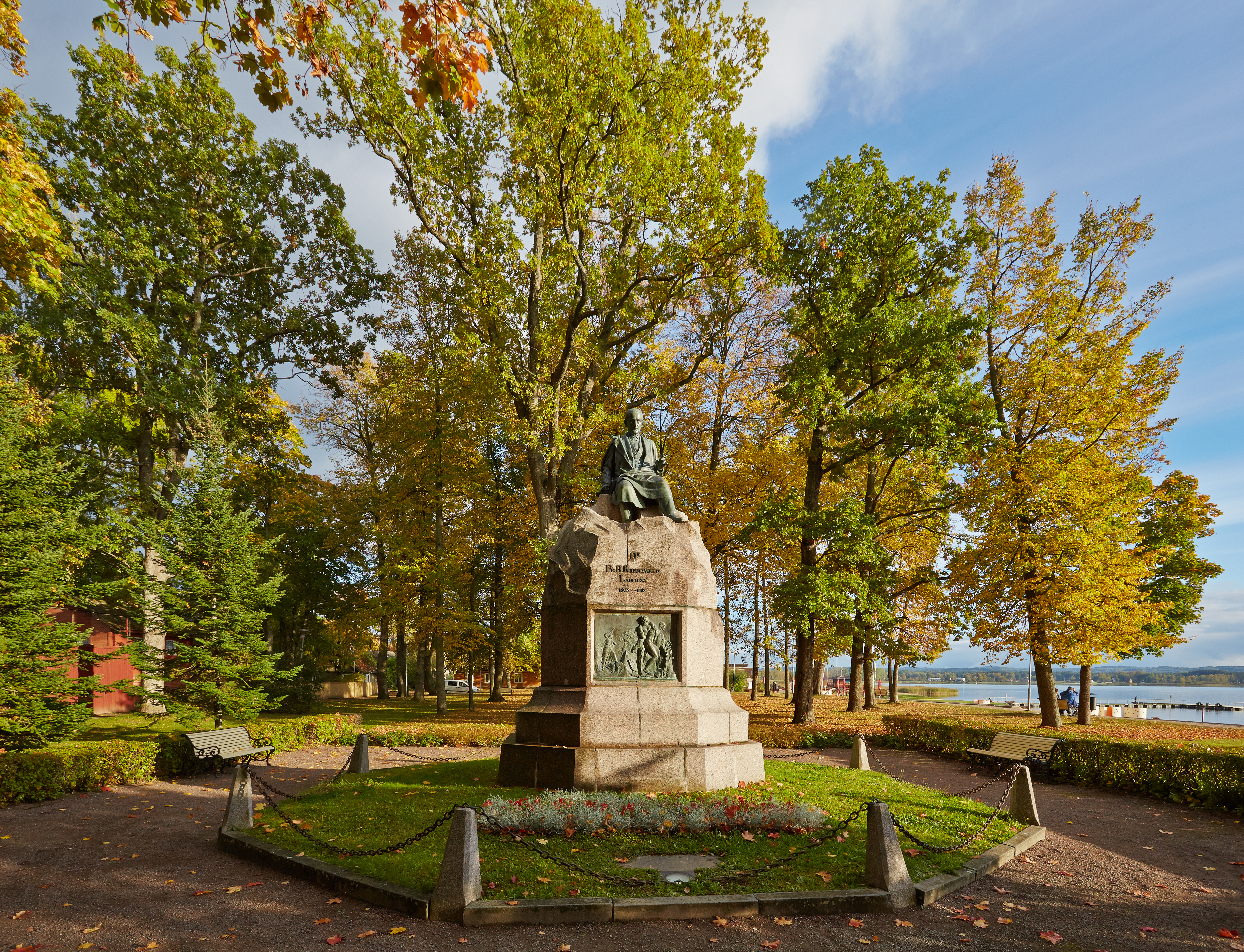
Friedrich Reinhold Kreutzwald író emlékműve Võruban
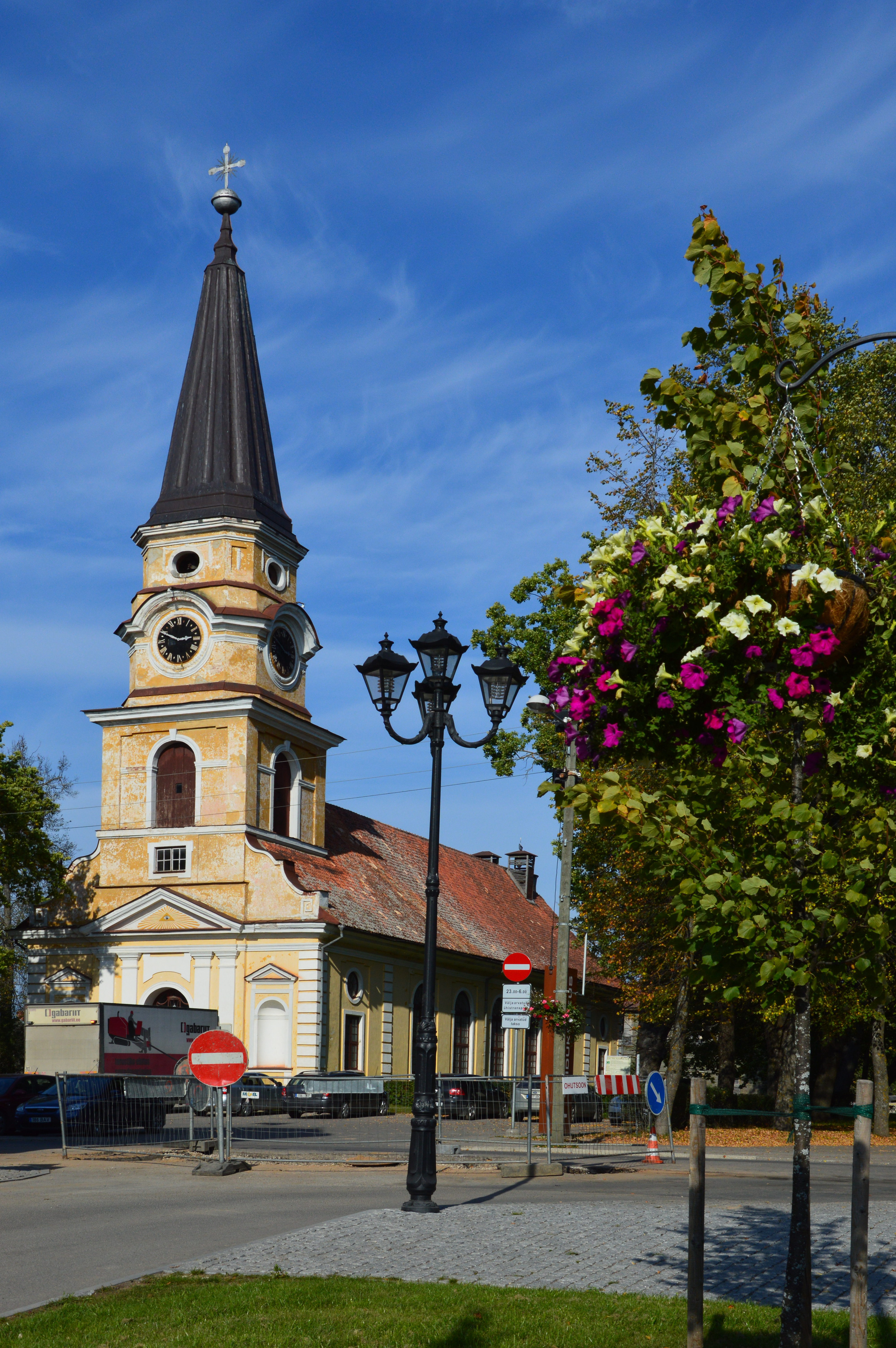
A Szent Katalin templom Võruban
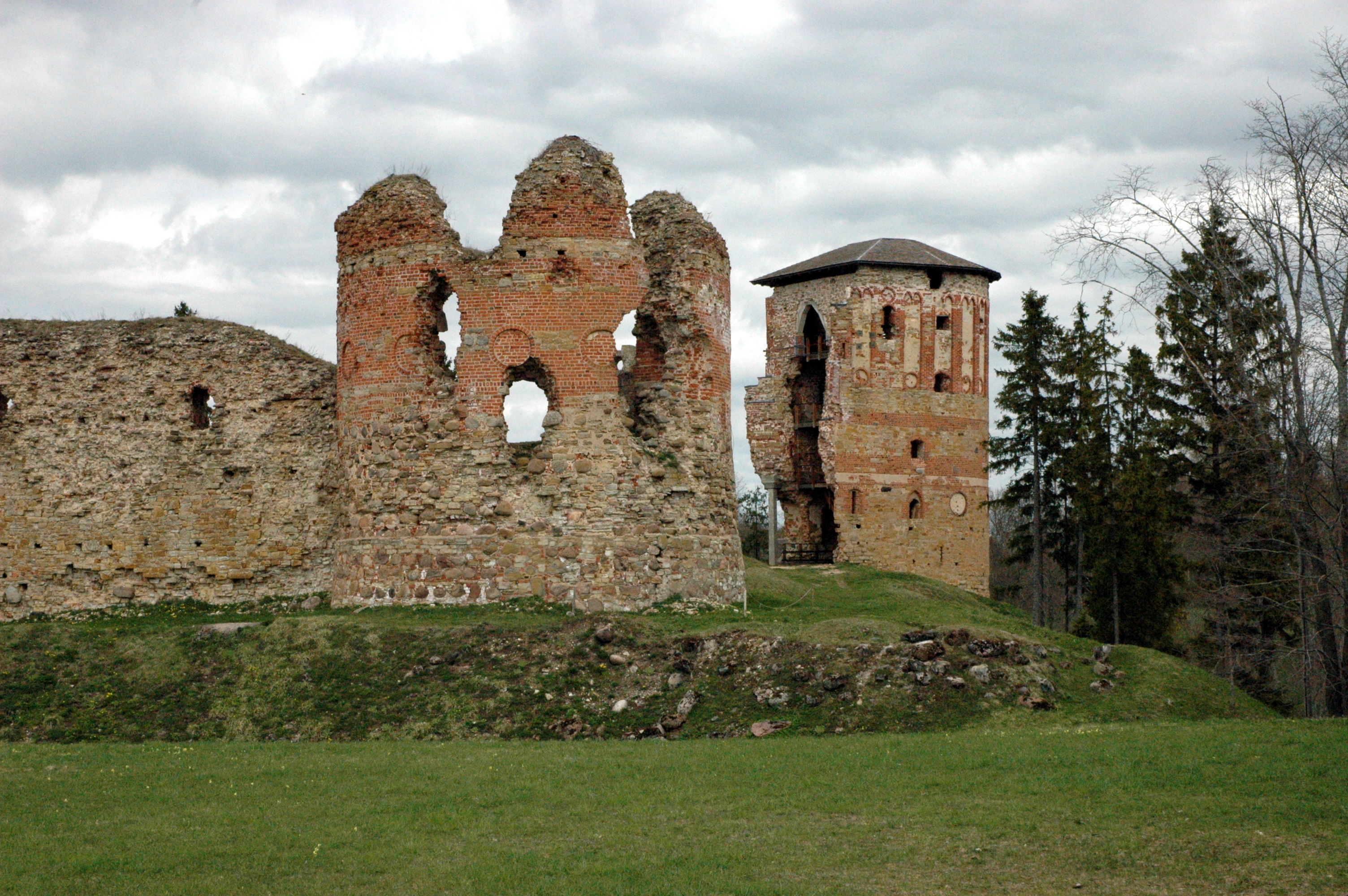
A Vastseliina-kastély romjai
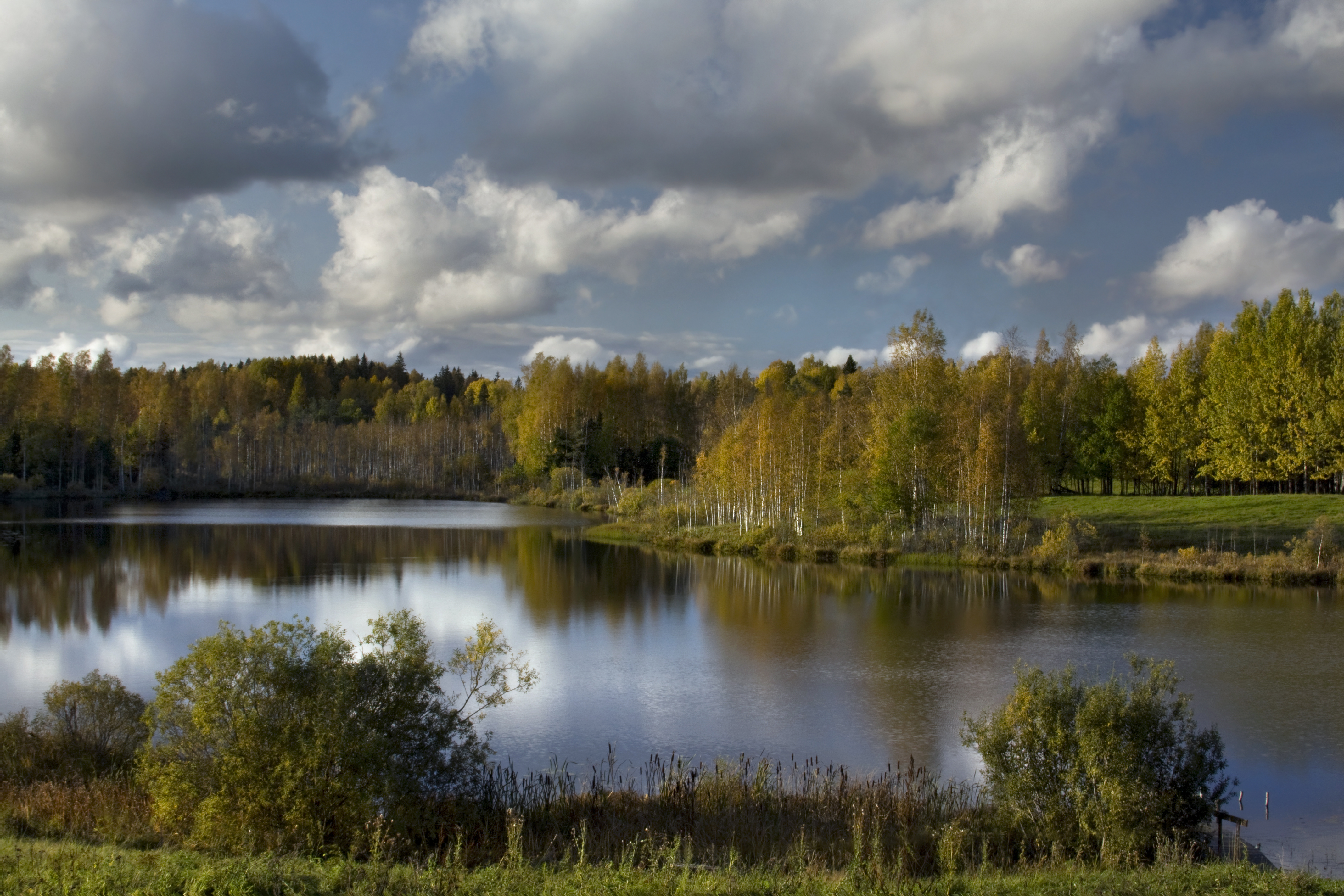
A Palujüri-tó Haanja községben
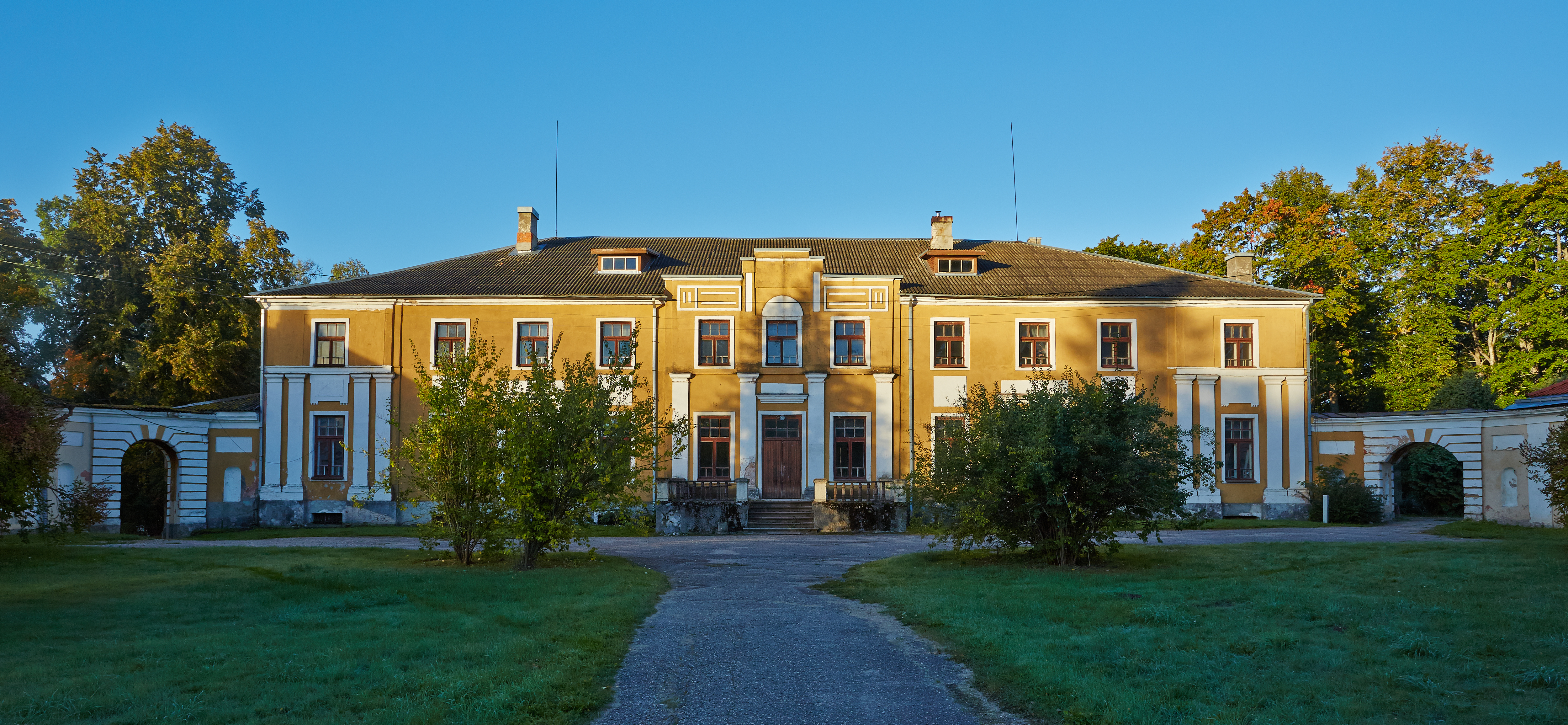
A Väimela kúria
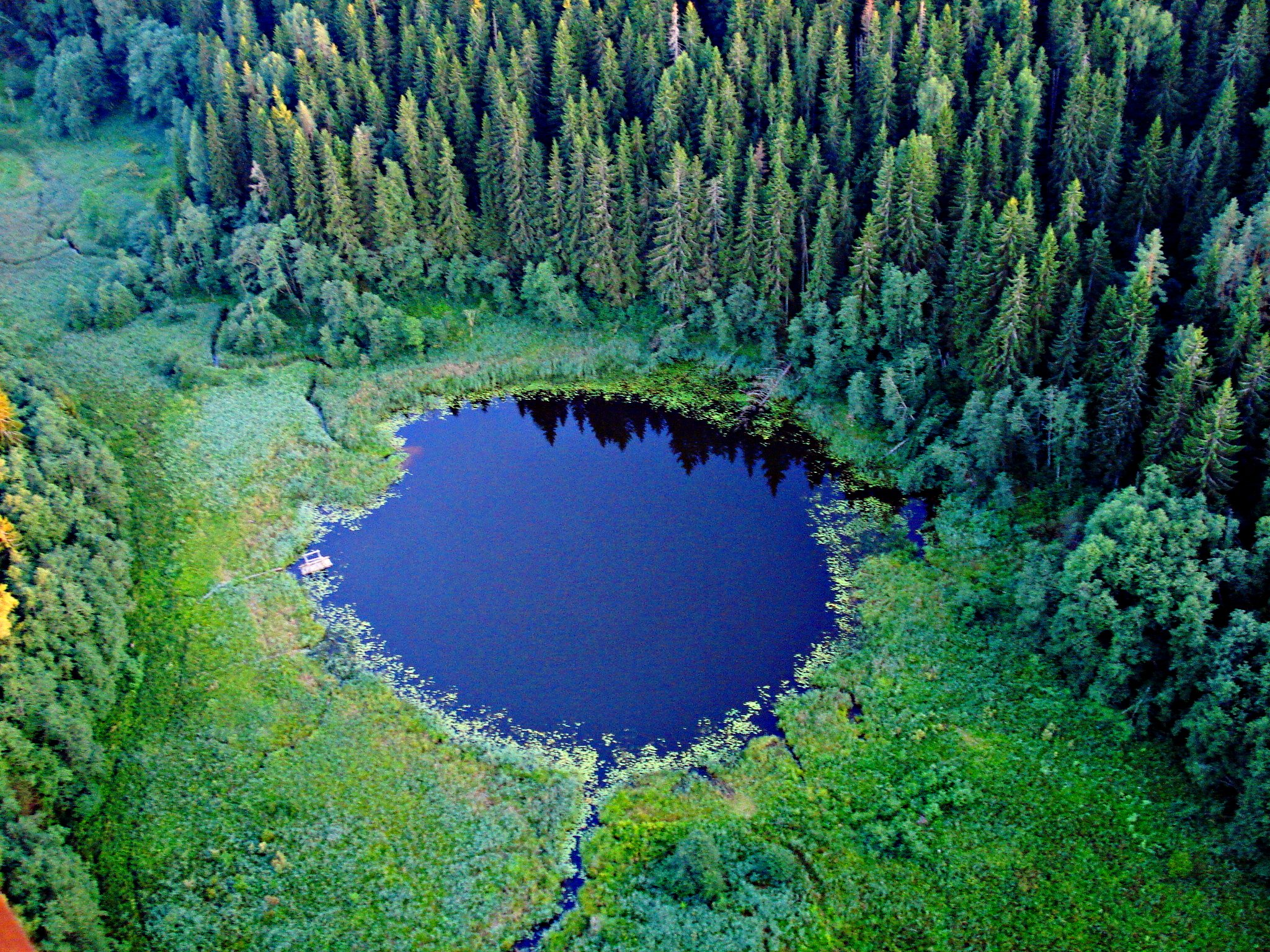
Kis tó Haanja községben
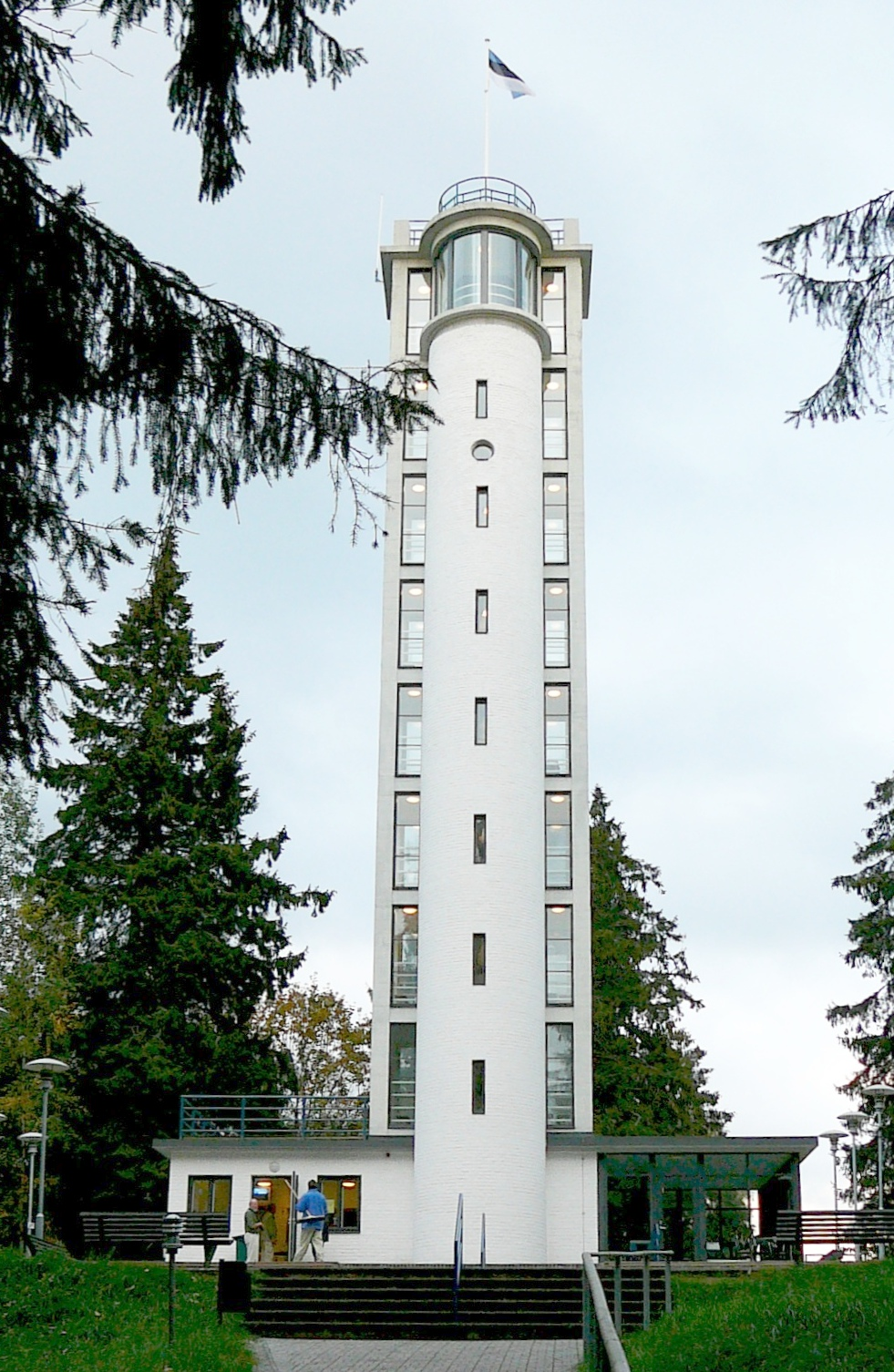
Kilátó a Suur Munamägi tetején. Itt van a Baltikum legmagasabb pontja.